# Woodstock (film)
Woodstock is een Amerikaanse documentaire-film uit 1970 rond het gelijknamige muziekfestival uit 1969, geregisseerd door Michael Wadleigh. De film werd bekroond met een Academy Award voor Beste Documentaire.
De film geldt als een tijdsdocument van de hippiecultuur op haar hoogtepunt. Om die reden werd het ook een cultfilm voor mensen die eind jaren 60, begin jaren 70 jong waren en voor hippies in het algemeen.

## Artiesten op volgorde
| Nr.  | Groep / zanger                 | Titel                                        |
| ---- | ------------------------------ | -------------------------------------------- |
| 1.*  | Crosby, Stills & Nash          | Long time gone                               |
| 2.*  | Crosby, Stills & Nash          | Wooden ships*                                |
| 3.*  | Canned Heat                    | Going Up the Country                         |
| 4.   | Richie Havens                  | Handsome Johnny                              |
| 5.   | Richie Havens                  | Freedom                                      |
| 6.   | Canned Heat                    | A Change Is Gonna Come**                     |
| 7.   | Joan Baez                      | Joe Hill                                     |
| 8.   | Joan Baez                      | Swing Low Sweet Chariot                      |
| 9.   | The Who                        | We're Not Gonna Take It/See Me, Feel Me      |
| 10.  | The Who                        | Summertime Blues                             |
| 11.  | Sha-Na-Na                      | At the hop                                   |
| 12.  | Joe Cocker and the Grease Band | With a Little Help from My Friends           |
| 13.  |                                | Crowd Rain Chant                             |
| 14.  | Country Joe and the Fish       | Rock and Soul Music                          |
| 15.  | Arlo Guthrie                   | Coming Into Los Angeles                      |
| 16.  | Crosby, Stills and Nash        | Suite: Judy blue eyes                        |
| 17.  | Ten Years After                | I'm Going Home                               |
| 18.  | Jefferson Airplane             | Saturday Afternoon/ Won't You Try**          |
| 19.  | Jefferson Airplane             | Uncle Sam's Blues**                          |
| 20.  | John Sebastian                 | Younger Generation                           |
| 21.  | Country Joe McDonald           | FISH Cheer/I-Feel-Like-I'm-Fixin'-to-Die Rag |
| 22.  | Santana                        | Soul Sacrifice                               |
| 23.  | Sly and the Family Stone       | Dance To The Music/I Want To Take You Higher |
| 24.  | Janis Joplin                   | Work Me, Lord**                              |
| 25.  | Jimi Hendrix                   | Voodoo Child (Slight Return)**               |
| 26.  | Jimi Hendrix                   | The Star-Spangled Banner                     |
| 27.  | Jimi Hendrix                   | Purple Haze & Instrumental Solo              |
| 28.* | Crosby, Stills, Nash and Young | Woodstock                                    |

* tijdens aan- en afkondiging (geen beelden van het optreden)

** niet in de originele versie, alleen in de directors cut
Er zijn naast de originele film nog twee versies uitgebracht:
- 1970: Woodstock, 3 Days of Peace & Music (de langere versie)
- 1995: Woodstock 25th Anniversary Edition (de director's cut)

Behalve deze twee uitgaven circuleren andere bootlegs en varianten van de originele opnames.

## Hitlijsten
| Dvd's met hitnoteringen in de Vlaamse Ultratop muziek-dvd top 10/20 | Datum van verschijnen | Datum van binnenkomst | Hoogste positie | Aantal weken | Opmerkingen |
| ------------------------------------------------------------------- | --------------------- | --------------------- | --------------- | ------------ | ----------- |
| Director's cut                                                      | 2004                  | 10-07-2004            | 4               | 6            |             |